# Березовка (притока Сіви)
Бере́зовка (рос. Берёзовка) — річка у Пермському краї (Частинський район), Росія, ліва притока Сіви.
Річка починається за 5 км на північний схід від села Пихтовка. Течія спрямована на північний схід. Впадає до Сіви нижче села Сапоги.
У верхній течії пересихає, русло нешироке. Береги заліснені. Приймає декілька дрібних приток.
Над річкою колись розташовувалось село Сімани (за 2 км від гирла), де збудовано міст.